# Remédios
Remédios ist eine portugiesische Gemeinde (Freguesia) im Kreis (Município) von Ponta Delgada auf der Azoreninsel São Miguel. Sie liegt im Nordwesten der Insel São Miguel und umfasst die Flanken des Sete Cidades-Massivs, das mit Laurisilva und endemischen Pflanzenarten an den Küstenklippen bewachsen ist. In ihr leben 809 Einwohner (Stand 19. April 2021).